# Gundal och Högås
Gundal och Högås ist ein Ort (Tätort) in Schweden.
Eine Besonderheit des Ortes ist, dass er teilweise in der Provinz Hallands län und teilweise in Västra Götalands län liegt. Er liegt zudem so auf den Gemeindegrenzen, dass ein Teil zur Gemeinde Kungsbacka (85 Hektar, 334 Einwohner), ein weiterer Teil zur Gemeinde Mölndal (54 Hektar, 188 Einwohner) und ein anderer zur Gemeinde Göteborg (28 Hektar, 109 Einwohner) gehört (Stand 2015).
Das Zentrum der Stadt Göteborg liegt etwa 15 Kilometer nördlich von Gundal och Högås; wenig westlich erstreckt sich an der Küste des Kattegat der größere Ort Billdal. In der Nähe von Gundal och Högås führen der Länsväg 158 sowie die gemeinsame Route der Europastraßen 6 und 20 vorbei. Bahnanschluss besteht im fünf Kilometer östlich gelegenen, seit 2015 zum Tätort Göteborg gehörenden Lindome durch die Västkustbanan.
Die Einwohnerentwicklung von Gundal och Högås ist steigend. Es tauchte im Jahr 2000 mit 313 Einwohnern erstmals als Tätort unter diesem Namen in der Statistik auf.